# Section 8 (EP)
Section 8 är Section 8:s självbetitlade andra EP, utgiven 1999 på Burning Heart Records. Skivan utgavs på CD och är bandets första på skivbolaget.

## Låtlista
1. "Bow Down"
2. "In Desperation to Victims Worldwide"
3. "The Nail That Sticks Up Gets Hammered Down"
4. "Tongue Twister"
5. "You Are So You"
6. "Who Are You to Blame?"